# 劉伯欽
劉伯欽，字子敬，江西吉安府吉水縣人，明朝政治人物、進士出身。
鄉試四十名。洪武四年，會試一百一十一名，登進士三甲，授淮安府安東縣縣丞。